# كاتدرائية البشارة للأرمن الكاثوليك
كاتدرائية البشارة  (تسمى أيضًا كاتدرائية الأرمن الكاثوليك في القاهرة) تتبع الكنيسة الكاثوليكية ذات الطقس الأرمني وتقع في شارع محمد صبري، أبو علم، عابدين في القاهرة، مصر.

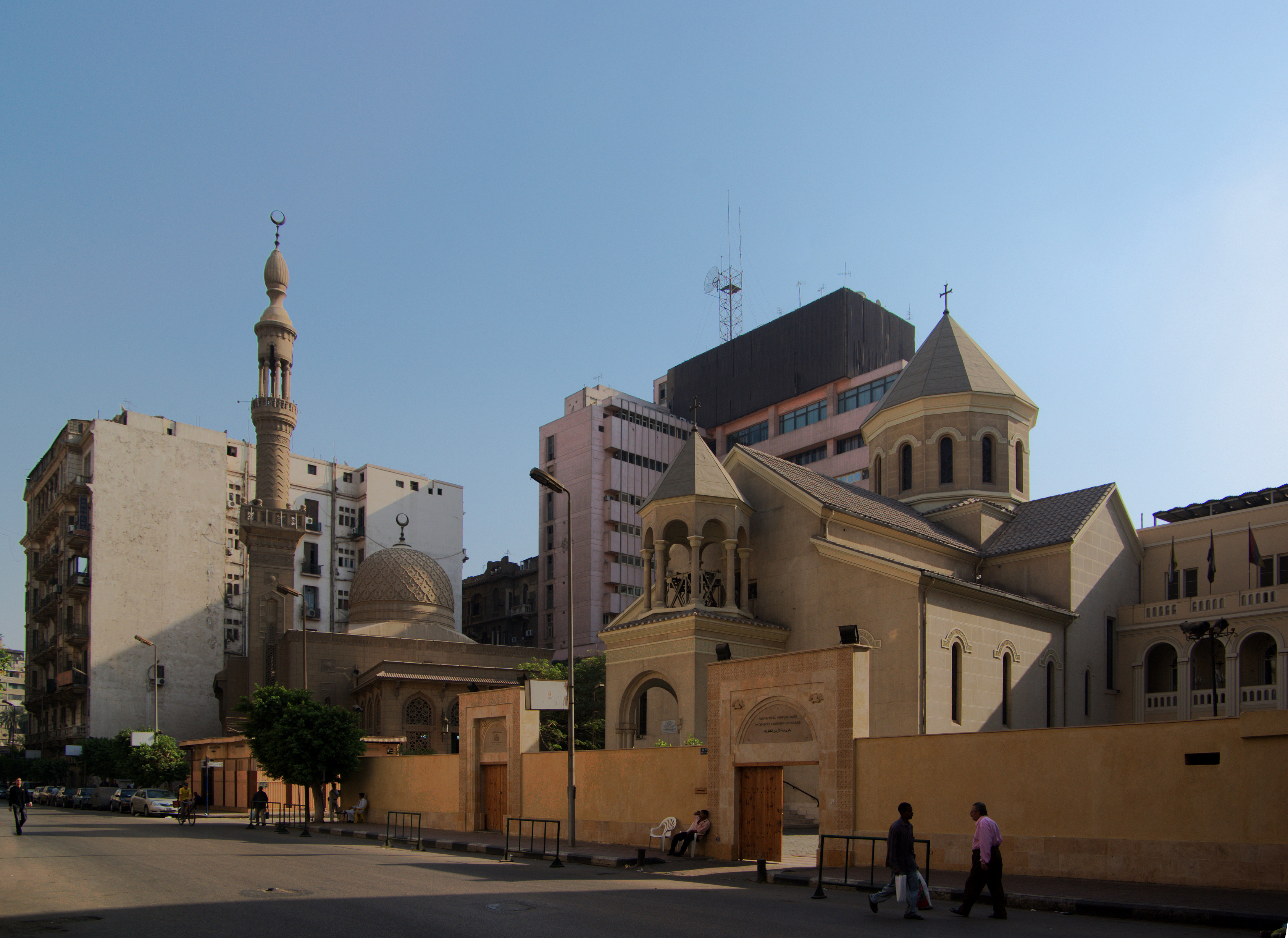
كاتدرائية البشارة

افتتحت الكاتدرائية في عام 1926 كمقر لأبرشية الإسكندرية الأرمنية المعروفة أيضًا باسم أبرشية الإسكندرية الأرمنية الكاثوليكية والتي تم إنشاؤها في عام 1885 من قبل البابا ليو الثالث عشر لتلبية الاحتياجات الدينية للأرمن الكاثوليك في المنطقة.
راعي الكاتدرائية هو المطران كريكور اوغسطينوس كوسا (اسمه بالميلاد رزق الله إلياس كوسا)، اعتمد رئيس جمهورية مصر السابق حسني مبارك قرار تعينه في 1 يوليو 2006.